# Lo aprendí de ti
Lo aprendí de ti è un singolo del gruppo musicale statunitense Ha*Ash, pubblicato il 6 marzo 2015 come secondo singolo dal primo album dal vivo Primera fila: Hecho realidad.

## Descrizione
La traccia, è stata scritta da Ashley Grace, Hanna Nicole, e José Luis Ortega.

## Video musicale
Il video è stato girato sotto forma di esibizione dal vivo, con Ha*Ash che inizia a cantare con la sua band dinanzi ad un gruppo persone. Il video è stato girato a Città del Messico e diretto da Nahuel Lerena. È stato pubblicato su YouTube il 6 marzo 2015. È stato pubblicato su YouTube il 27 ottobre 2014. Il video ha raggiunto 1,0 miliardi di visualizzazioni su Vevo.

### Versione dal vivo
Il video è stato girato sotto forma di esibizione dal vivo dal album En Vivo (2019). Il video è stato girato a Auditorio Nacional, Città del Messico (Messico). È stato pubblicato su YouTube il 6 dicembre 2019.

## Tracce
Testi e musiche di Ashley Grace, Hanna Nicole e José Luis Ortega.
1. Lo aprendí de ti – 3:17

## Formazione
- Ashley Grace – voce, composizione, chitarra
- Hanna Nicole – voce, composizione, chitarra
- José Luis Ortega – composizione
- Paul Forat  – A&R, programmazione, produzione
- Ezequiel Ghilardi  – batteria
- Gonzalo Herrerias  – A&R
- George Noriega – produzione
- Tim Mitchell – produzione

## Classifiche
| Classifica (2015)                                        | Posizione massima |
| -------------------------------------------------------- | ----------------- |
| Messico Airplay (billboard)                              | 7                 |
| Messico Español Airplay (billboard)                      | 1                 |
| Messico (Monitor Latino)                                 | 1                 |
| Messico (Monitor Latino Top 100)                         | 3                 |
| Stati Uniti Latin Airplay(billboard)                     | 58                |
| Stati Uniti Latin Pop Songs(billboard)                   | 19                |
| Stati Uniti US Hot Latin (billboard)                     | 32                |
| Stati Uniti US Latin Digital Songs Sales (billboard)     | 46                |
| Stati Uniti US Latin Pop Digital Songs Sales (billboard) | 11                |

## Premi
| Anno | Cerimonia             | Premio                 | Esito           |
| ---- | --------------------- | ---------------------- | --------------- |
| 2015 | MTV Millennial Awards | Hit dell'anno          | Candidato/a     |
| 2016 | Premios SACM          | Composizione dell'anno | Vincitore/trice |